# Hilarimorpha cunata
Hilarimorpha cunata är en tvåvingeart som beskrevs av Webb 1974. Hilarimorpha cunata ingår i släktet Hilarimorpha och familjen Hilarimorphidae.
Artens utbredningsområde är Québec. Inga underarter finns listade i Catalogue of Life.